# Списак епизода серије Камионџије д. о. о.
Камионџије д. o. o. је српска телевизијска серија која је премијерно почела са емитовањем од 28. децембра 2020. године на каналу РТС 1. 
Серија Камионџије д.o.o. за сада броји 3 сезоне и 44 епизоде.

## Преглед
| Сезона | Сезона | Епизоде | Епизоде | Оригинално емитовање | Оригинално емитовање | Оригинално емитовање |
| Сезона | Сезона | Епизоде | Епизоде | Премијера            | Финале               | Мрежа                |
| ------ | ------ | ------- | ------- | -------------------- | -------------------- | -------------------- |
|        | 1.     | 20      | 20      | 28. децембар 2020.   | 22. јануар 2021.     | РТС 1                |
|        | 2.     | 12      | 12      | 8. јануар 2022.      | 13. фебруар 2022.    | РТС 1                |
|        | 3.     | 12      | 12      | 8. април 2023.       | 14. мај 2023.        | РТС 1                |
|        | 4.     | 12      | 12      | 1. фебруар 2025.     | 9. март 2025.        | РТС 1                |

## Епизоде

### 1. сезона (2020−21)
| Бр. еп. (укупно) | Бр. еп. (у сезони) | Наслов | Редитељ       | Сценариста   | Премијера          |
| ---------------- | ------------------ | ------ | ------------- | ------------ | ------------------ |
| 1                | 1                  |        | Филип Чоловић | Гордан Михић | 28. децембар 2020. |
| 2                | 2                  |        | Филип Чоловић | Гордан Михић | 29. децембар 2020. |
| 3                | 3                  |        | Филип Чоловић | Гордан Михић | 30. децембар 2020. |
| 4                | 4                  |        | Филип Чоловић | Гордан Михић | 31. децембар 2020. |
| 5                | 5                  |        | Филип Чоловић | Гордан Михић | 1. јануар 2021.    |
| 6                | 6                  |        | Филип Чоловић | Гордан Михић | 4. јануар 2021.    |
| 7                | 7                  |        | Филип Чоловић | Гордан Михић | 5. јануар 2021.    |
| 8                | 8                  |        | Филип Чоловић | Гордан Михић | 6. јануар 2021.    |
| 9                | 9                  |        | Филип Чоловић | Гордан Михић | 7. јануар 2021.    |
| 10               | 10                 |        | Филип Чоловић | Гордан Михић | 8. јануар 2021.    |
| 11               | 11                 |        | Филип Чоловић | Гордан Михић | 11. јануар 2021.   |
| 12               | 12                 |        | Филип Чоловић | Гордан Михић | 12. јануар 2021.   |
| 13               | 13                 |        | Филип Чоловић | Гордан Михић | 13. јануар 2021.   |
| 14               | 14                 |        | Филип Чоловић | Гордан Михић | 14. јануар 2021.   |
| 15               | 15                 |        | Филип Чоловић | Гордан Михић | 15. јануар 2021.   |
| 16               | 16                 |        | Филип Чоловић | Гордан Михић | 18. јануар 2021.   |
| 17               | 17                 |        | Филип Чоловић | Гордан Михић | 19. јануар 2021.   |
| 18               | 18                 |        | Филип Чоловић | Гордан Михић | 20. јануар 2021.   |
| 19               | 19                 |        | Филип Чоловић | Гордан Михић | 21. јануар 2021.   |
| 20               | 20                 |        | Филип Чоловић | Гордан Михић | 22. јануар 2021.   |

### 2. сезона (2022)
| Бр. еп. (укупно) | Бр. еп. (у сезони) | Наслов | Редитељ       | Сценариста        | Премијера         |
| ---------------- | ------------------ | ------ | ------------- | ----------------- | ----------------- |
| 21               | 1                  |        | Филип Чоловић | Владимир Ђурђевић | 8. јануар 2022.   |
| 22               | 2                  |        | Филип Чоловић | Владимир Ђурђевић | 9. јануар 2022.   |
| 23               | 3                  |        | Филип Чоловић | Владимир Ђурђевић | 15. јануар 2022.  |
| 24               | 4                  |        | Филип Чоловић | Владимир Ђурђевић | 16. јануар 2022.  |
| 25               | 5                  |        | Филип Чоловић | Владимир Ђурђевић | 22. јануар 2022.  |
| 26               | 6                  |        | Филип Чоловић | Владимир Ђурђевић | 23. јануар 2022.  |
| 27               | 7                  |        | Филип Чоловић | Владимир Ђурђевић | 29. јануар 2022.  |
| 28               | 8                  |        | Филип Чоловић | Владимир Ђурђевић | 30. јануар 2022.  |
| 29               | 9                  |        | Филип Чоловић | Владимир Ђурђевић | 5. фебруар 2022.  |
| 30               | 10                 |        | Филип Чоловић | Владимир Ђурђевић | 6. фебруар 2022.  |
| 31               | 11                 |        | Филип Чоловић | Владимир Ђурђевић | 12. фебруар 2022. |
| 32               | 12                 |        | Филип Чоловић | Владимир Ђурђевић | 13. фебруар 2022. |

### 3. сезона (2023)
| Бр. еп. (укупно) | Бр. еп. (у сезони) | Наслов | Редитељ       | Сценариста        | Премијера       |
| ---------------- | ------------------ | ------ | ------------- | ----------------- | --------------- |
| 33               | 1                  |        | Филип Чоловић | Владимир Ђурђевић | 8. април 2023.  |
| 34               | 2                  |        | Филип Чоловић | Владимир Ђурђевић | 9. април 2023.  |
| 35               | 3                  |        | Филип Чоловић | Владимир Ђурђевић | 15. април 2023. |
| 36               | 4                  |        | Филип Чоловић | Владимир Ђурђевић | 16. април 2023. |
| 37               | 5                  |        | Филип Чоловић | Владимир Ђурђевић | 22. април 2023. |
| 38               | 6                  |        | Филип Чоловић | Владимир Ђурђевић | 23. април 2023. |
| 39               | 7                  |        | Филип Чоловић | Владимир Ђурђевић | 29. април 2023. |
| 40               | 8                  |        | Филип Чоловић | Владимир Ђурђевић | 30. април 2023. |
| 41               | 9                  |        | Филип Чоловић | Владимир Ђурђевић | 13. мај 2023.   |
| 42               | 10                 |        | Филип Чоловић | Владимир Ђурђевић | 14. мај 2023.   |
| 43               | 11                 |        | Филип Чоловић | Владимир Ђурђевић | 20. мај 2023.   |
| 44               | 12                 |        | Филип Чоловић | Владимир Ђурђевић | 21. мај 2023.   |

### 4. сезона (2024)
| Бр. еп. (укупно) | Бр. еп. (у сезони) | Наслов | Редитељ       | Сценариста                              | Премијера         |
| ---------------- | ------------------ | ------ | ------------- | --------------------------------------- | ----------------- |
| 45               | 1                  |        | Филип Чоловић | Маријана Чулић Вићентић и Филип Чоловић | 1. фебруар 2025.  |
| 46               | 2                  |        | Филип Чоловић | Маријана Чулић Вићентић и Филип Чоловић | 2. фебруар 2025.  |
| 47               | 3                  |        | Филип Чоловић | Маријана Чулић Вићентић и Филип Чоловић | 8. фебруар 2025.  |
| 48               | 4                  |        | Филип Чоловић | Маријана Чулић Вићентић и Филип Чоловић | 9. фебруар 2025.  |
| 49               | 5                  |        | Филип Чоловић | Маријана Чулић Вићентић и Филип Чоловић | 15. фебруар 2025. |
| 50               | 6                  |        | Филип Чоловић | Маријана Чулић Вићентић и Филип Чоловић | 16. фебруар 2025. |
| 51               | 7                  |        | Филип Чоловић | Маријана Чулић Вићентић и Филип Чоловић | 22. фебруар 2025. |
| 52               | 8                  |        | Филип Чоловић | Маријана Чулић Вићентић и Филип Чоловић | 23. фебруар 2025. |
| 53               | 9                  |        | Филип Чоловић | Маријана Чулић Вићентић и Филип Чоловић | 1. март 2025.     |
| 54               | 10                 |        | Филип Чоловић | Маријана Чулић Вићентић и Филип Чоловић | 2. март 2025.     |
| 55               | 11                 |        | Филип Чоловић | Маријана Чулић Вићентић и Филип Чоловић | 8. март 2025.     |
| 56               | 12                 |        | Филип Чоловић | Маријана Чулић Вићентић и Филип Чоловић | 9. март 2025.     |